# جی۲۰۰۰
جی۲۰۰۰ (انگلیسی: G2000) شرکت پوشاک هنگ کنگی است، که در سال ۱۹۸۰ توسط مایکل تین تأسیس شد.